# Richey Reneberg
Richey Reneberg (Phoenix, 5 de Outubro de 1965) é um ex-tenista profissional estadunidense.

## Grand Slam finais

### Duplas (3)

#### Títulos (2)
| Ano  | Campeonato      | Parceiro     | Oponentes                  | Placar                |
| 1992 | US Open         | Jim Grabb    | Kelly Jones Rick Leach     | 3–6, 7–6(2), 6–3, 6–3 |
| 1995 | Australian Open | Jared Palmer | Mark Knowles Daniel Nestor | 6–3, 3–6, 6–3, 6–2    |

#### Vice (1)
| Ano  | Campeonato | Parceiro  | Oponentes                  | Placar                          |
| 1992 | Wimbledon  | Jim Grabb | John McEnroe Michael Stich | 7–5, 6–7(5), 6–3, 6–7(5), 17–19 |